# Ноздрёв, Василий Фёдорович
Василий Фёдорович Ноздрёв — советский хозяйственный, государственный и политический деятель, профессор, доктор физико-математических наук.

## Биография
Родился  в апреле 1910 года в селе Староселье Черниговской губернии (сейчас Унечского района Брянской области).
С 1933 года — на хозяйственной, общественной и политической работе. В 1933—1986 гг. — студент, аспирант физического факультета МГУ, секретарь парткома МГУ, доцент, профессор на кафедре молекулярной физики МГУ, проректор, ректор МОГПИ им. Н. К. Крупской.
В апреле 1941 года защитил диссертацию кандидата наук и получил направление на работу в один из научно-исследовательских институтов в Подмосковье.
Делегат XXIII съезда КПСС.
Умер в Москве в 1995 году.

## Награды
- Орден Ленина (1961)[3].
- Орден Трудового Красного Знамени (1966)[3].
- Ордена Отечественной войны (I степени – 1985, II степени – 1946)[3].
- Медаль «За оборону Москвы» (1944)[3].